# Geneviève Moll
Pour les articles homonymes, voir Moll.
Geneviève Moll, née à Ménerville en Algérie le 1er février 1942 et morte le 27 décembre 2011 à Verneuil-sur-Avre dans l'Eure,, est une journaliste française, notamment responsable de l'émission Télématin puis du service culture de France 2.
Elle est l'autrice de plusieurs biographies, d'Yvonne de Gaulle, François Mitterrand ou Françoise Sagan.

## Biographie
Geneviève Marie-Thérèse Moll arrive à Antenne 2 en février 1981, à la rédaction d’Aujourd’hui Madame, en qualité de reporter et de chroniqueuse littéraire. Elle rejoint ensuite la rédaction d’Antenne 2 en tant que grand reporter en juin de la même année, au service culture et société dont elle devient chef le 1er juillet 1988.
Successivement rédactrice en chef adjointe et rédactrice en chef de Télématin, elle devient rédactrice en chef de l’édition du 13 heures le 1er octobre 1993. En 1996, elle rejoint le service culture, puis elle travaille deux ans plus tard à l'édition de la nuit. 
Du 1er septembre 2001 jusqu'à son départ à la retraite le 1er mars 2007, elle est grand reporter chargée de la littérature et des arts au service société et culture.
Parallèlement à son activité de journaliste, elle est l'autrice de plusieurs biographies de personnalités célèbres :
- François Mitterrand (1995, François Mitterrand : le roman de sa vie, éd. Sand) ;
- Yvonne de Gaulle (1999, éd. Ramsay) ;
- Françoise Sagan (2005, Madame Sagan, éd. Ramsay ; rééd. J'ai lu en 2007).

Elle rencontre l'éditrice normande Esther Flon en 2006. Enthousiasmée par sa témérité et l'originalité de sa revue Le Frisson esthétique articulée autour des plaisirs minuscules, dont le premier numéro vient de paraître, elle lui propose une contribution régulière de ses vagabondages littéraires, dont la dernière très émouvante paraît dans Le Frisson esthétique le 15 décembre 2011.
Elle meurt le 27 décembre 2011 des suites d'un cancer du poumon et se fait inhumer dans la ville où elle avait pris sa retraite.